# Waves (canção de Mr Probz)
Waves (Ondas em português) é uma canção do cantor e compositor neerlandês Mr. Probz. Foi inicialmente lançado como um single digital autônomo em 25 de Novembro de 2013, tornando-se um top ten hit nos Países Baixos.
A canção se tornou um sucesso internacional ao ser remixada de uma forma mais uptempo pelo DJ alemão Robin Schulz, e nessa versão ficou no topo das paradas em vários países, incluindo Áustria, Suécia e Reino Unido.

## Faixas
Digital download
1. "Waves" – 2:54

Digital download (remix)
1. "Waves" (Robin Schulz radio edit) – 3:28

Digital download (remix)
1. "Waves" (Robin Schulz radio edit) [featuring Chris Brown and T.I.] – 3:10

CD single
1. "Waves" (Robin Schulz radio edit) – 3:28
2. "Waves" (original edit) – 2:54

## Versão com Robin Schulz
O DJ alemão Robin Schulz remixou a música de uma forma mais uptempo, e sua versão foi lançada como single em 4 de fevereiro de 2014 na América do Norte e 7 de fevereiro na Europa. O remix impulsionou à canção a um maior sucesso, no topo das paradas na Áustria, Alemanha, Noruega, Suécia, Suíça e Reino Unido, e um pico dentro do top cinco das paradas na Dinamarca, Finlândia, Hungria, Irlanda e Itália.
Uma versão alternativa do remix de Schulz foi lançada em 11 de novembro de 2014, com vocais adicionais do rapper americano T.I. e do cantor de R&B também americano Chris Brown.

### Desempenho nas paradas
Em 27 de Abril de 2014, "Waves" estreou no número um na UK Singles Chart, após vender 127.000 cópias em sua primeira semana. Em outubro de 2014, é o quarto single mais vendido de 2014 no Reino Unido, com vendas de 758.000. A canção também chegou ao número um na Áustria, Alemanha, Noruega, Suécia e Suíça.
Nos Estados Unidos, o remix alcançou o número um na parada da Billboard Dance/Mix Show Airplay para a emissão de 16 de Agosto de 2014.

### Videoclipe
O videoclipe da música para o remix de "Waves" foi filmado em Tulum, México, e lançado em 3 de fevereiro de 2014. A modelo bielorrussa Maryna Linchuk e modelo britânico James Penfold estrelam o vídeo.

## Paradas
| Parada (2013–14)                  | Melhor posição |
| --------------------------------- | -------------- |
| Austrália (ARIA)                  | 3              |
| Bélgica (Ultratop 50 de Flandres) | 1              |
| Bélgica (Ultratop 50 da Valônia)  | 2              |
| Países Baixos (Dutch Top 40)      | 6              |
| Países Baixos (Single Top 100)    | 5              |
| Nova Zelândia (Recorded Music NZ) | 3              |
| África do Sul (EMA)               | 5              |

| Parada (2014)                     | Posição |
| --------------------------------- | ------- |
| Austrália (ARIA)                  | 21      |
| Nova Zelândia (Recorded Music NZ) | 21      |

| Chart (2014)                                         | Peak position |
| ---------------------------------------------------- | ------------- |
| Áustria (Ö3 Austria Top 75)                          | 1             |
| Brasil (Billboard Brasil Hot 100)                    | 60            |
| Canadá (Canadian Hot 100)                            | 10            |
| Canadá (Billboard CHR/Top 40)                        | 12            |
| Canadá (Billboard Hot AC)                            | 38            |
| República Checa (Rádio Top 100)                      | 1             |
| Dinamarca (Hitlisten)                                | 3             |
| Europa (Billboard Euro Digital Song Sales)           | 1             |
| Finlândia (Suomen virallinen lista)                  | 3             |
| França (SNEP)                                        | 3             |
| O campo songid é OBRIGATÓRIO PARA PARADA ALEMÃ       | 1             |
| Grécia Greece Digital Songs (Billboard)              | 1             |
| Hungria (Dance Top 40)                               | 3             |
| Hungria (Rádiós Top 40)                              | 1             |
| Hungria (Single Top 40)                              | 1             |
| Irlanda (IRMA)                                       | 3             |
| Israel (Media Forest)                                | 6             |
| Itália (FIMI)                                        | 2             |
| Líbano (The Official Lebanese Top 20)                | 5             |
| Luxemburgo (Billboard Luxembourg Digital Song Sales) | 2             |
| Noruega (VG-lista)                                   | 1             |
| Polónia (Polish Airplay Top 100)                     | 1             |
| Polónia (Dance Top 50)                               | 8             |
| Portugal (Billboard Portugal Digital Song Sales)     | 1             |
| Eslováquia (Rádio Top 100)                           | 1             |
| Escócia (Scottish Singles Chart)                     | 1             |
| Espanha (PROMUSICAE)                                 | 2             |
| Suécia (Sverigetopplistan)                           | 1             |
| Suíça (Schweizer Hitparade)                          | 1             |
| Reino Unido (UK Singles Chart)                       | 1             |
| Reino Unido (UK Dance Chart)                         | 1             |
| Estados Unidos (Billboard Hot 100)                   | 14            |
| Estados Unidos (Billboard Dance/Electronic Songs)    | 1             |
| Estados Unidos (Billboard Adult Top 40)              | 15            |
| Estados Unidos (Billboard Dance Club Songs)          | 38            |
| Estados Unidos (Billboard Latin Pop Airplay)         | 40            |
| Estados Unidos (Billboard Mainstream Top 40)         | 5             |
| Estados Unidos (Billboard Rhythmic)                  | 8             |

| Parada (2014)                         | Posição |
| ------------------------------------- | ------- |
| Canadá (Canadian Hot 100)             | 64      |
| Dinamarca (Tracklisten)               | 4       |
| Alemanha (Media Control Charts)       | 3       |
| Reino Unido (Official Charts Company) | 4       |